# Especials
Especials, títol original en francès Hors Normes, és una pel·lícula francesa dirigida per Olivier Nakache i Éric Toledano, estrenada el 2019. Es va presentar fora de competició en la clausura del 72è Festival de Canes, i va rebre el premi del públic del Festival Internacional de Cinema de Sant Sebastià 2019.
És una comèdia dramàtica produïda per Nicolas Duval Adassovsky amb Quad i Ten Cinema, en coproducció amb Gaumont i TF1 Films Producció.
La història i els personatges de Vincent Cassel i de Reda Kateb són inspirats del treball de dos educadors que treballaven amb persones autistes, així com de les seves associacions existents: el Silenci dels Justos [al film : la Veu dels Justos], i el Relleu Ile-de-França.
El film va rebre crítiques positives de la part dels mitjans de comunicació, amb reserves per part de personalitats i associacions especialitzades a l'autisme a França. Ha estat doblada al català.

## Argument
Bruno i Malik són els responsables de la Veu dels Justos i de l'Escale, dues associacions que des de fa vint anys ajuden a millorar als nens i adolescents autistes. Formen igualment joves de barris difícils per emmarcar aquests casos «complexos» que les estructures mèdiques rebutgen. L'associació de Bruno és, tanmateix, sota la supervisió de la Inspecció general dels afers socials que li critica d'emprar del personal no diplomat.
Bruno s'ha marcat com a objectiu la integració professional de Joseph, un jove autista apassionat de les rentadores, però que té problemes regularment amb els agents de la RATP i la SNCF, perquè no pot evitar prémer el botó d’aturada d’emergència del metro. Aconsegueix trobar-li pràctiques en una empresa, però el gerent de l'empresa no pot mantenir-lo per la seva actitud massa familiar amb Brigitte, una de les treballadores del taller.
Bruno també accepta tenir cura de Valentin, un jove amb trastorns greus, que ha de portar en tot moment un casc per evitar que es faci mal quan colpeja el cap contra les parets. Valentin acaba fugint i es troba en perill mentre camina per la carretera de circumval·lació de París, on es recupera a l’últim moment.

## Producció
El projecte, així com el nom dels dos actors principals, es va anunciar al juliol 2018.
El rodatge comença el setembre del 2018 i va durar tres mesos. Té lloc a París i Illa de França.
Les escenes de la pel·lícula es van viure a la vida real. Els actors van interpretar a autèntics supervisors i autistes reals a la pel·lícula que barreja realitat i ficció.
La pel·lícula es va projectar a quaranta-set països.

## Rebuda
La pel·lícula va rebre crítiques generalment positives de la premsa, amb una mitjana de 3,9 / 5 a Allociné, però va plantejar reserves per part de personalitats i associacions especialitzades en l'autisme a França.

## Premis
- Festival Internacional de Cinema de Sant Sebastià 2019: Premi del públic.[10]
- Etiqueta d’Allociné.[11]
- César per a estudiants de secundària 2020.[12]
- ICDN International Best Casting Award 2020 : Élodie Demey, Marie-France Michel i Justine Léocadie.[13]